# Sidney Greville
Sidney Robert Greville (16 novembre 1866 - 12 juin 1927) est un fonctionnaire et courtisan britannique ayant occupé plusieurs postes au sein de la Maison Royale du Royaume-Uni.

## Biographie
Il est un fils plus jeune de George Greville (4e comte de Warwick) et de l'hon. Anne Charteris , et fait ses études au Marlborough College. Il est secrétaire particulier du Sous-secrétaire d'État à l'Inde en 1887 et secrétaire privé de Robert Arthur Talbot Gascoyne-Cecil alors premier ministre, entre 1888 et 1892 et de 1896 à 1898. Il est ensuite nommé Equerry du Prince de Galles jusqu'en 1901, date à laquelle il devient Groom in Waiting d'Edward VII jusqu'à la mort du roi en 1910. Il est investi en tant que compagnon de l'ordre du bain en 1899 et en tant que commandant de l'ordre royal victorien en 1901. Il exerce ses fonctions sous George V jusqu'en 1920. Il est investi en tant que chevalier de l'Ordre royal de Victoria lors des honneurs du nouvel an de 1912. Entre 1901 et 1911, Greville travaille comme secrétaire particulier auprès d’Alexandra de Danemark et est le payeur de la maison entre 1911 et 1915. Il est contrôleur et trésorier du prince de Galles de 1915 à 1920, lorsqu'il devient Groom in Waiting de George V.
Il reçoit des décorations de nombreux gouvernements étrangers, notamment en tant que commandant de l'ordre du Dannebrog, chevalier commandant de l'ordre de François-Joseph, officier de la Légion d'honneur et membre de 2e classe de l'ordre de l'Aigle rouge .

## Distinctions
- Commandeur de l'ordre du Dannebrog